# Nunutana
Nunutana (Nuntana) ist eine osttimoresische Aldeia im Suco Raifun (Verwaltungsamt Maliana, Gemeinde Bobonaro). 2015 lebten in der Aldeia 156 Menschen.

## Geographie
Nunutana bildet den Westen und das Zentrum des Ostgebietes des Sucos Raifun. Südöstlich befindet sich die Aldeia Raifun Foho. Im Süden grenzt Nunutana an den Suco Odomau, im Südwesten an den Suco Lahomea und im Norden an den Suco Ritabou. Der Biabuil, ein Nebenfluss des Marobos bildet die Grenze zu Raifun Foho. Der Buloho, ein Nebenfluss des Nunura, folgt der Grenze zu Lahomea. Im Osten liegen das Dorf Nunutana und die kleine Siedlung Leotaek. Im Dorf Nunutana gibt es eine Grundschule und seit 2007 ein Hospital, dass 3000 Menschen in der Region versorgt.

## Politik
2023 wurde Januario Borges Pereira zum Chefe de Aldeia gewählt.